# Durga McBroom
Durga McBroom (Los Angeles, 16 de Outubro de 1962) é uma cantora, compositora e atriz estadunidense que atuou como backing vocal no Pink Floyd e é integrante da banda de house music Blue Pearl, mais conhecida pela música "Naked in the Rain".

## Biografia
Durga McBroom nasceu em 16 de Outubro de 1962, em Los Angeles, California. Depois de trabalhar como atriz, dançarina e cantora nos Estados Unidos, ela e sua irmã Lorelei McBroom trabalharam com o Pink Floyd como vocais de apoio. Ela seguiu com a banda por um longo período, sendo a única cantora a aparecer sistematicamente em todos os shows a partir do concerto da turnê de A Momentary Lapse of Reason em novembro de 1987 no Omni Arena até a última apresentação da turnê de The Division Bell em outubro de 1994. Ela atuou também na participação do grupo no festival Knebworth em 1990 e gravou os vocais nos álbuns ao vivo Delicate Sound of Thunder e Pulse, e nos álbuns de estúdio The Division Bell e The Endless River, bem como na turnê solo de 2001 de David Gilmour.
Por volta de 1989, Durga formou a banda Blue Pearl com o produtor Youth, cantando, tocando alguns teclados e co-escrevendo todo o material. Como parte da Blue Pearl, ela emplacou diversos sucessos no começo dos anos 1990, incluindo "Naked in the Rain" (4.º lugar no Reino Unido em julho de 1990), "Little Brother" (31.º lugar no Reino Unido em outubro de 1990), e uma gravação de "Running Up That Hill", de Kate Bush, todas do álbum Naked, lançado em 1990 pelo selo Big Life. E mais tarde com o single "(Can You) Feel the Passion" (14.º lugar no Reino Unido em janeiro de 1992).
Ela gravou os vocais de apoio na música "Don't Wait That Long" do album Seven, da banda James, lançado em 1992. Ela também cantou em dueto com Billy Idol na música "Mother Dawn" do álbum Cyberpunk, uma canção própria que foi originalmente lançada como um single da Blue Pearl. Além disso, gravou vocais de apoio em diversas outras músicas de Cyberpunk, destacando-se a performance em "Heroin".
Além da carreira musical, Durga atuou nos filmes Flashdance: Em Ritmo de Embalo (1983), Loucuras Num Hotel de Praia (1984), o episódio "Lullabye" (1990) da série de TV "Hunter" (com Gary Sinise), e diversas outras aparições menos notáveis. Ela também aparece em muitos videoclipes como "California Girls", "Yankee Rose" e "Just A Gigolo" de David Lee Roth, "Would I Lie To You" do Eurythmics, "Day In, Day Out" de David Bowie, e "When I Think Of You" de Janet Jackson.
Em outubro de 2011, Durga e sua irmã Lorelei cantaram "The Great Gig in the Sky" em Anaheim, California com Australian Pink Floyd Show.
Em fevereiro de 2015, Durga esteve no Brasil para a realização de dois shows com a banda Absolute Pink Floyd Cover, em São Paulo, sendo a primeira banda brasileira a contar com a participação da vocalista.
Ela atualmente viaja pelo mundo cantando com diversas bandas tributo ao Pink Floyd, e gravou um segundo álbum da Blue Pearl com Youth.

## Vida pessoal
Durga foi casada com Mark Hudson de 10 de maio de 2008 até a sua morte, em 5 de julho de 2015.